# FSO Ogar
FSO Ogar LS (Огар) — прототип польского легкового автомобиля, разработанный в 1977 году компанией FSO с использованием компонентов Polski Fiat 125p.
Единственный прототип Огара был построен в 1977 году. Конструкция автомобиля была основана на базе Polski Fiat 125p, от которого были взяты силовой агрегат, шасси и тормоза. Характерной особенностью этого автомобиля является современный и динамичный внешний дизайн, разработанный Цезарем Навротом, и примененные в проектировании спортивных автомобилей электрически выдвигающиеся фары. Кузов был изготовлен из слоистого материала, являвшимся комбинацией из эпоксидной смолы со стекловолокном. Дополнительной спортивной чертой стало использование колес из легких металлических сплавов. В машине предусмотрено четыре места с мягкими и удобными спортивными сиденьями. Прототип прошел более 70 тысяч километров, и несмотря на положительные отзывы, в производство он не вышел. Причиной стала высокая степень прогресса над функциональным Полонезом. К тому же, в это время не было оснований для начала производства в Польше спортивного автомобиля.
Единственный Огар находится в автомобильном музее в Варшаве, также кузов можно было увидеть на факультете машиностроения Варшавского политехнического университета (в настоящее время он находится на факультете машиностроения Военно-технической академии).

## Галерея

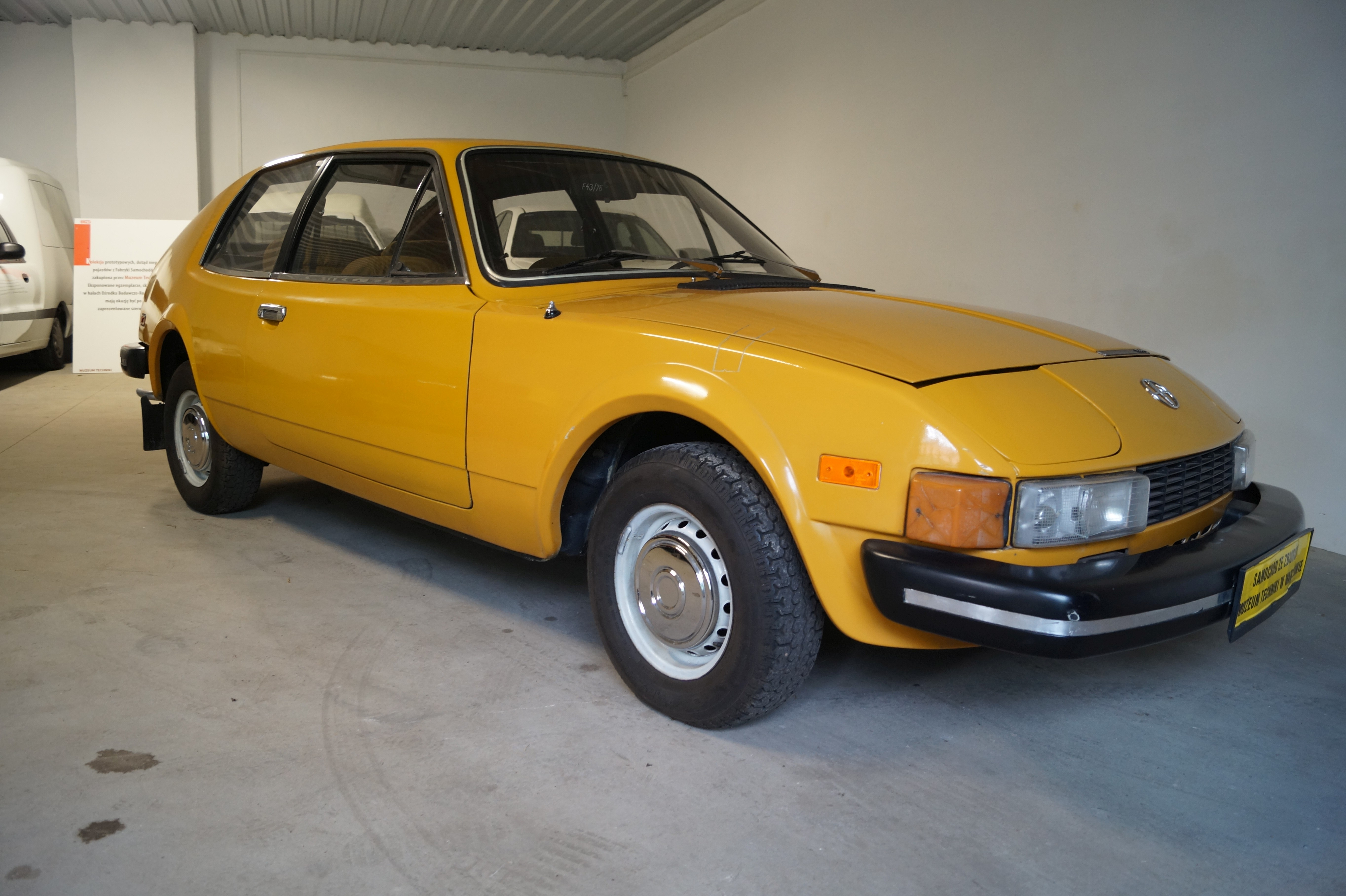
Огар в музее
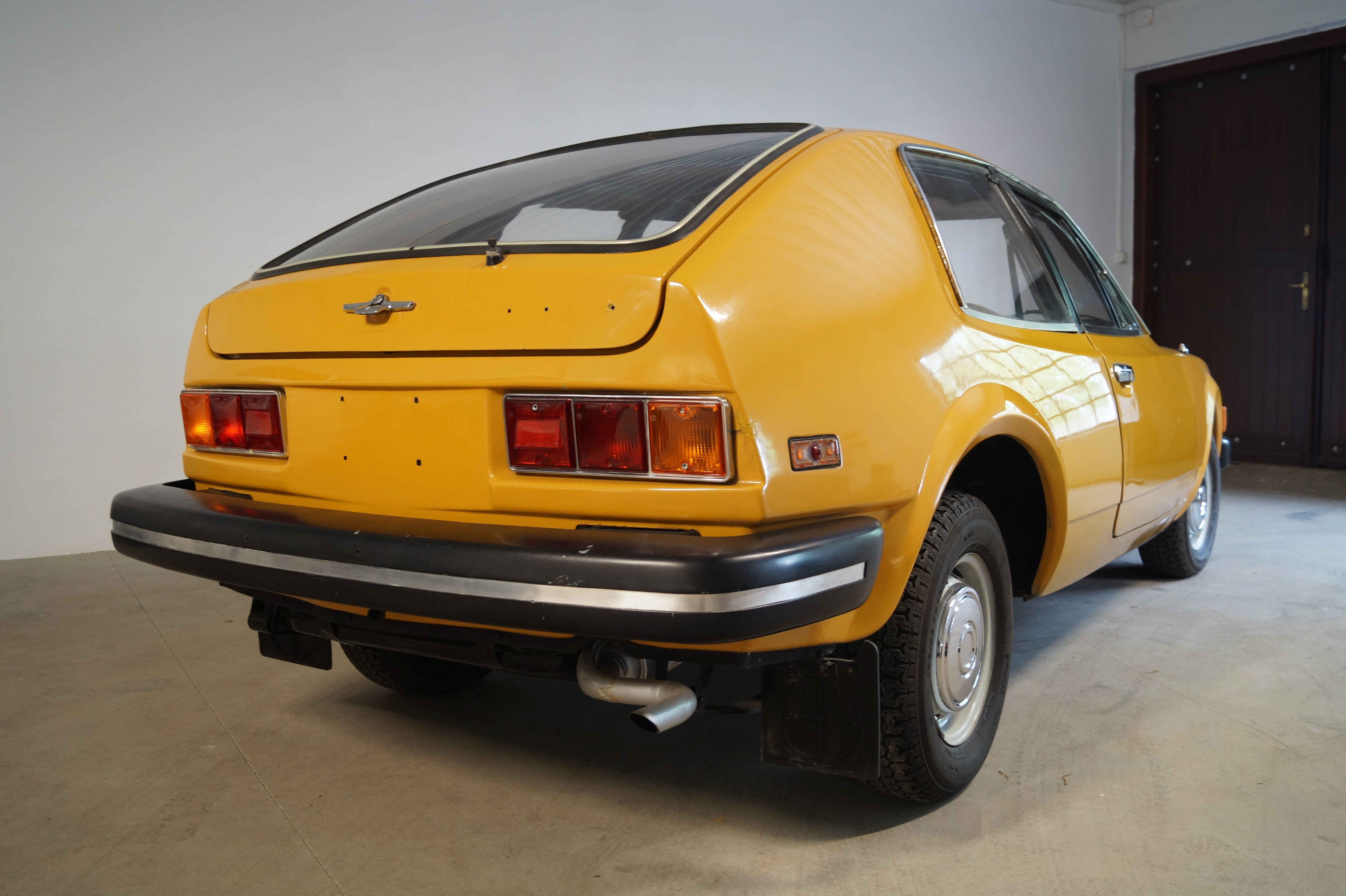
Вид сзади
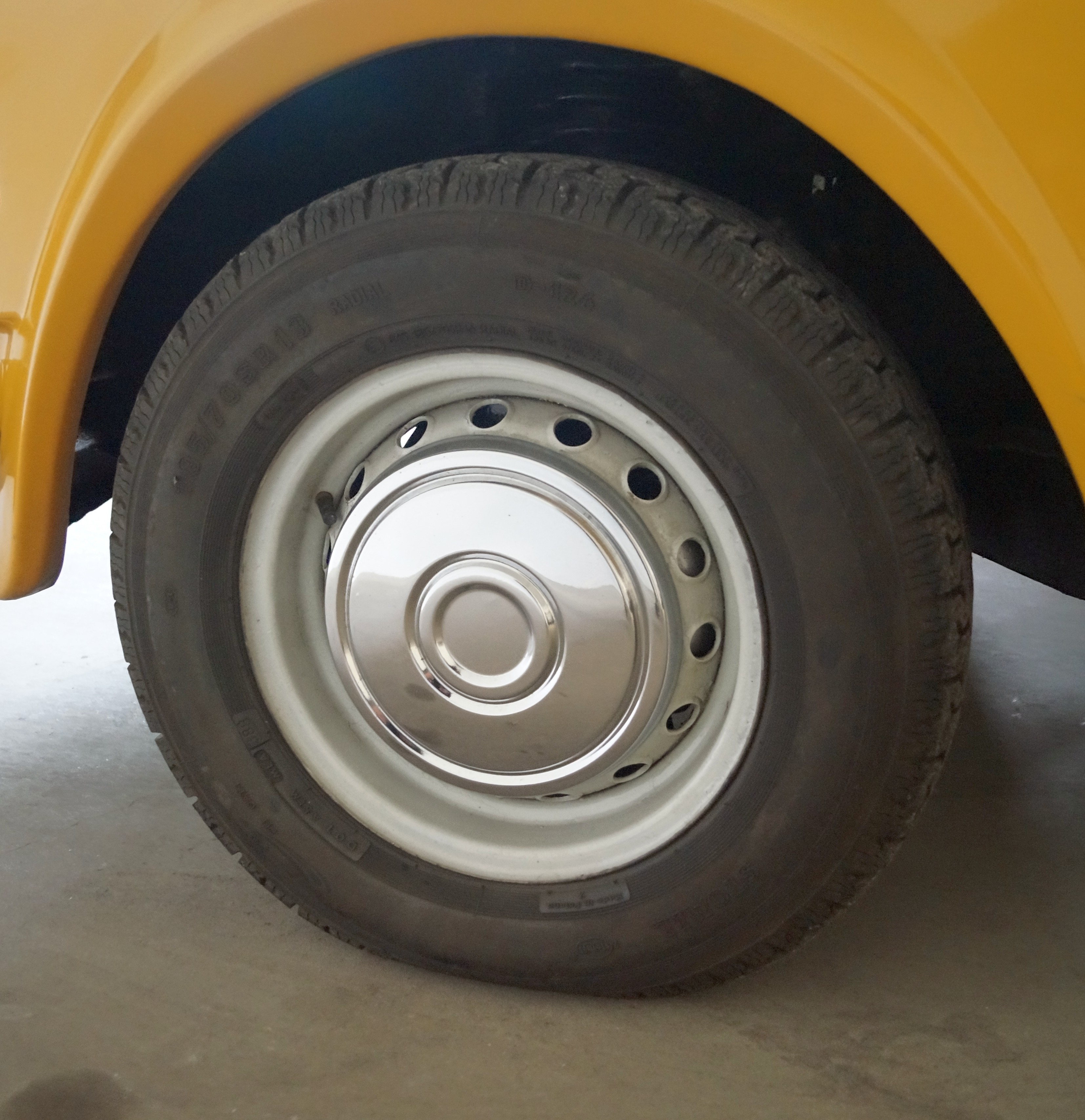
Колесо
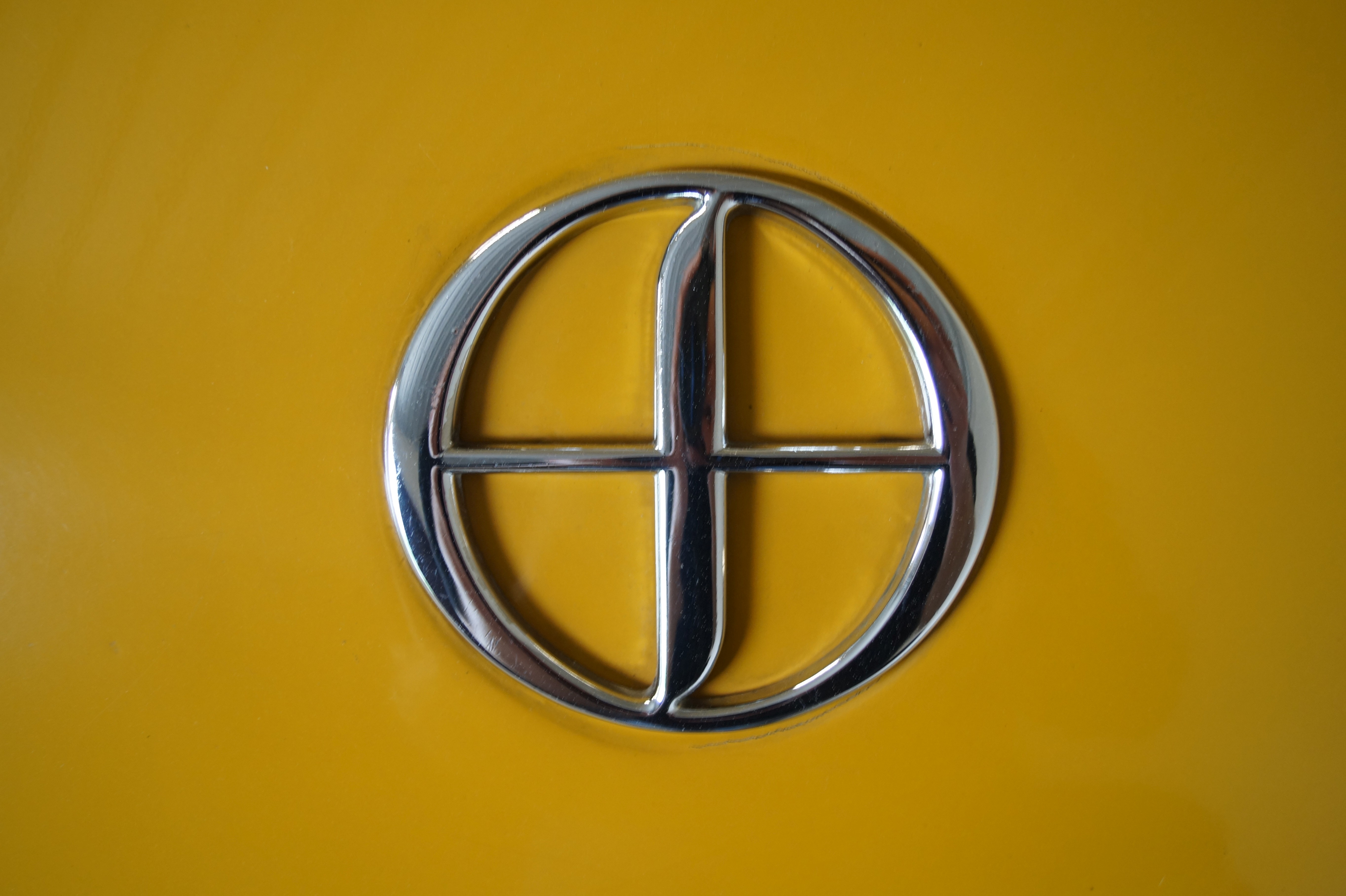
Шильдик